# 고경명 선생 비
고경명 선생 비(高敬命 先生 碑)는 대한민국 충청남도 금산군 금성면에 있는, 고경명 선생의 숭고한 죽음을 기리고 있는 비석이다. 1984년 5월 17일 충청남도의 문화재자료 제28호로 지정되었다.

## 개요
고경명 선생의 숭고한 죽음을 기리고 있는 비로, 비가 자리한 이곳은 그가 왜적과 장렬히 싸우다 전사한 곳이기도 하다.
고경명(1533∼1592) 선생은 조선시대 중기의 문신으로, 선조 25년(1592) 임진왜란이 일어나 서울이 함락되고 왕이 의주로 피신하였다는 소식을 전해 듣고는 고향인 장흥에서 6천여 명의 의병을 일으켜 의병장에 추대되었다. 황간, 영동 등지에 있던 왜적이 금산을 점령하고 장차 전주를 지나 호남지역을 칠 계획이라는 정보를 입수하여 충청의병장으로 있던 조헌에게 서신을 보내어 같이 형강을 건너 금산의 왜적을 칠 것을 제의하였다. 진산에 이르렀을 때 전주로 진군하던 왜병을 만나 용맹하게 싸우니 불리함을 깨달은 적은 서서히 후퇴하여 금산성으로 돌아갔다. 금산에 도착하여서는 방어사 곽영의 군과 합세하여 왜적을 공격하였으나, 눈벌에서 왜적에 포위되어 모든 군사와 함께 전사하고 말았다. 그의 죽음을 애통히 여긴 선조는 광주 표충사·금산의 중용사 등에 그의 사당을 모시게 하여, 충절을 기리도록 하였다.
효종 7년(1656) 금산군수 여필관(呂必寬)이 비문을 짓고, 선생이 전사한 후 건너편 산기슭에 비를 세웠는데, 1940년 일본 경찰의 만행으로 파괴되었다. 그후 비석 파편을 와가(瓦家) 비각(碑閣) 안에 정리하여 두었다가, 1952년 후손들이 여필관의 비문을 다시 새겨 복원하였고, 1962년에는 석조비각(石造碑閣)을 건립하였다.

## 현지 안내문
임진왜란 때 제봉 고경명(霽峰 髙敬命) 선생이 의병을 이끌고 일본군과 싸우다 순절한 사실을 새긴 비이다. 선생은 1558년(명종 13년)에 문과에 장원한 후 중요한 직책을 두루 거쳐 동래부사에 이르렀는데, 서인(西人)이 몰락할 때 벼슬을 버리고 고향으로 돌아갔다. 임진왜란이 일어나자 광주(光州)에서 모집한 의병 6천여명을 이끌고 1592년 7월 10일에 금산에 침입한 일본군과 싸우다 눈벌(臥隱坪)에서 전사하였다.
효종 때 금산군수 여필관(呂必寬)이 비문을 지어 선생이 전사한 곳의 건너편 산기슭에 순절비(殉節碑)를 세웠으나, 1940년 일본 경찰의 만행으로 비가 파괴되었다. 비석의 파편을 한식(韓式) 비각(碑閣) 안에 정리하였고, 2002년 파비를 복원하였다. 1952년 후손들이 여필각의 비문을 다시 새겨 1962년에 세워진 석조(石造) 비각 안에 보존하였다.

## 같이 보기
- 고경명

## 참고 자료
- 고경명선생비 - 국가유산청 국가유산포털